# Шеин, Олег Васильевич
Оле́г Васи́льевич Ше́ин (род. 21 марта 1972, Астрахань) — российский профсоюзный, общественный и политический деятель левого толка, депутат Государственной думы III, IV, V, VI (13 апреля 2016—12 октября 2021) и VII созывов. Член Центрального совета партии «Справедливая Россия — Патриоты — За правду» (2021—2024). В 2011—2016 годах был депутатом Астраханской областной думы. В 2021—2024 годах вновь возглавлял фракцию Справедливая Россия в Думе Астраханской области. Вице-президент Конфедерации труда России. Сопредседатель Союза жителей. Автор ряда книг по истории.

## Биография
Родился 21 марта 1972 года в Астрахани в семье инженеров.

### Образование
Окончил с золотой медалью среднюю школу № 15 (сейчас — технический лицей), затем — Астраханский педагогический институт имени С. М. Кирова по специальности «история». В 1994—1995 годах, во время учёбы в вузе, работал учителем истории в школе астраханского села Три Протока. Через несколько лет поступил в Санкт-Петербургский государственный университет и 2002 году получил специальность «правоведение». Значительно позже, в 2015 году стал магистром права, окончив Астраханский государственный технический университет по специальности «юриспруденция».

### Ранняя политическая карьера
В 1989 году в 17-летнем возрасте вступил в Объединённый фронт трудящихся (ОФТ), образованный членами КПСС, недовольными политикой Михаила Горбачёва и его «попытками дискредитировать марксизм-ленинизм». Шеин создал Астраханскую организацию ОФТ, в 1991 году был избран в координационный совет ОФТ, с 1992 года вошёл в исполком ОФТ. Позднее на основе ОФТ вырастут Российская коммунистическая рабочая партия Виктора Тюлькина и движение «Трудовая Россия» Виктора Анпилова.
Участвовал в октябрьских событиях 1993 года в Москве на стороне Верховного Совета. Среди прочего, был участником прорыва блокады Дома Советов и событий у телецентра Останкино; штурм Белого дома Шеин пропустил.
9 октября 1994 года избран от регионального отделения ОФТ депутатом Астраханского областного представительного собрания (в будущем — Дума Астраханской области) I созыва. Тогда занял пост заместителя председателя комитета по природопользованию и природным ресурсам. В 1997 году вновь избран депутатом областного представительного собрания, набрав 33,9 % голосов. В областной Думе стал председателем Комиссии по законности, правопорядку, нормотворчеству и местному самоуправлению.
В 1995 году создал сеть профсоюзов «Защита» на предприятиях Астраханской области. С 1996 года вместе с Львом Гамовым и Владимиром Лапшиным является сопредседателем межрегионального Объединения рабочих профсоюзов «Защита» (с 1997 года — «Защита труда»). Был одним из организаторов нескольких десятков успешных рабочих забастовок и кампании против введения в Астрахани повременной оплаты телефонной связи.
17 декабря 1995 года предпринял неудачную попытку избраться в Государственную думу II созыва. Шеин входил в общефедеральную часть списка блока «Коммунисты — Трудовая Россия — За Советский Союз» под номером 12, но блок не преодолел 5-процентный барьер. Также он выдвигался по Астраханскому одномандатному округу № 62, где занял седьмое место из 17, набрав 4,63 % голосов.
28 декабря 1999 года депутатские полномочия Олега Шеина были досрочно прекращены в связи с избранием в Государственную думу РФ.

### Избрание в Думу III, IV и V созывов
19 декабря 1999 года Шеин избрался в Государственную думу III созыва по Астраханскому одномандатному округу № 61, набрав 21,47 % и опередив ближайшего соперника от КПРФ Николая Арефьева. В Думе входил в состав депутатской группы «Регионы России», был членом комитета Госдумы по труду и социальной политике, также входил в межфракционную депутатскую группу по взаимодействию с рабочим и профсоюзным движением «Солидарность». Был автором проекта Трудового Кодекса, расширяющего права профсоюзов и трудовые гарантии работников.
В 1999—2002 годах был членом исполкома «Движения за Рабочую партию». Принимал участие вместе с лидерами ряда свободных профсоюзов в создании в 2002 году Российской партии труда, став её председателем. 28 мая 2002 года был одним из организаторов несанкционированного выступления антиглобалистов на Пушкинской площади в Москве, которое было разогнано ОМОНом. Накануне выборов 2003 года партия труда раскололась и распалась ввиду разногласий по вопросам избирательной кампании: лидер партии Олег Шеин и глава её федерального совета Сергей Храмов не смогли договориться о количестве сторонников каждого из них в общем списке коалиции.
7 декабря 2003 года Олег Шеин избрался в Государственную думу IV созыва по Астраханскому одномандатному округу № 63, набрав 35,85 % и опередив ближайшего соперника Сергей Боженов. Был самовыдвиженцем, но получил поддержку избирательного блока «Родина». В Думе входил в состав одноимённой фракции, был заместителем председателя комитета по труду и социальной политике.
В новом составе парламента Олег Шеин сосредоточился на жилищном законодательстве и защите интересов льготных категорий граждан. Им был разработан и внесен в Думу альтернативный проект Жилищного Кодекса, предусматривающий расширение прав ТСЖ. Некоторые предложения Олега Шеина, в частности, предусматривающие упрощенную процедуру расторжения договоров с управляющими компаниями, были приняты российским парламентом. Олег Шеин издал несколько юридических пособий для жилищных активистов и стал организатором Союза Жителей — национального объединения ТСЖ и Домовых Советов. В 2006 году при поддержке Сергея Миронова им был проведен съезд жилищного движения России, собравший представителей более чем 30 регионов страны.
С 2005 года Олег Шеин был член политсовета партии «Родина». В 2006 году в результате объединения «Родины» с Российской партией жизни и Российской партией пенсионеров была образована партия «Справедливая Россия: Родина/Пенсионеры/Жизнь» (позднее в 2009 году получившая короткое имя «Справедливая Россия»). С 2006 года Шеин был членом президиума центрального совета партии, возглавлял её Астраханское региональное отделение. Также был избран секретарём президиума центрального совета партии по вопросам взаимодействия с общественными объединениями.
2 декабря 2007 года Шеин избрался в Государственную думу V созыва по списку партии «Справедливая Россия: Родина/Пенсионеры/Жизнь», возглавлял список в региональной группе № 35 (Республика Калмыкия, Астраханская область). В Думе занимал пост заместителя председателя фракции «Справедливая Россия: Родина/Пенсионеры/Жизнь», также был заместителем председателя комитета по труду и социальной политике.

### Астраханские кампании

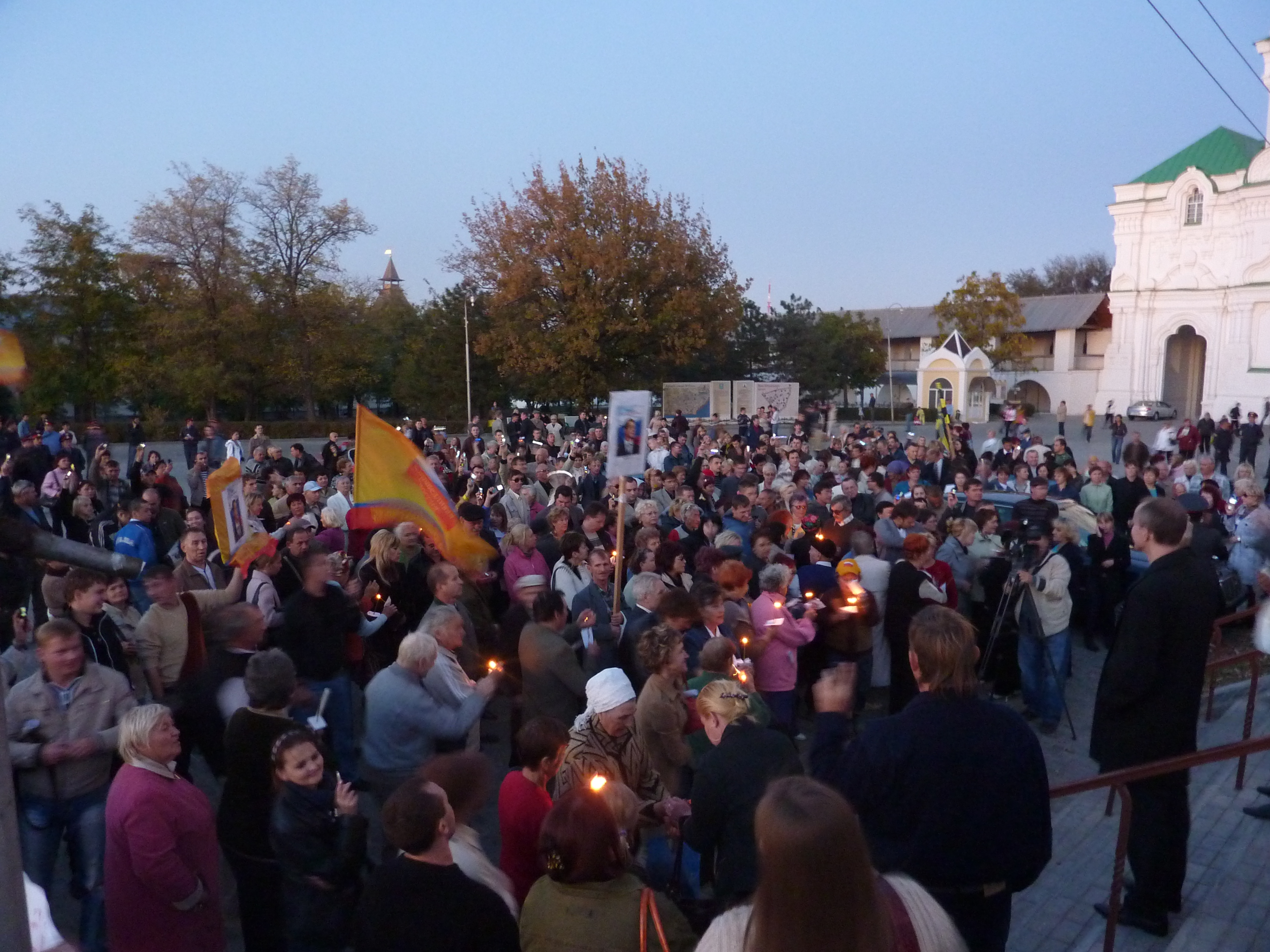
Митинг в Астраханском кремле, октябрь 2009

11 октября 2009 года баллотировался на пост мэра Астрахани от партии «Родина». По итогам голосования занял второе место (26,03 %). Выборы выиграл действующий мэр города Сергей Боженов (65,56 %). На следующий день после выборов Олег Шеин заявил, что проиграл лишь в результате масштабных фальсификаций, и потребовал отмены итогов выборов. Его сторонниками был выстроен палаточный городок, который был разобран милицией 13 октября.
4 декабря 2011 года Олег Шеин участвовал одновременно в двух выборах: в Государственную думу VI созыва и Думу Астраханской области V созыва. На выборах в Госдуму возглавлял список региональной группы № 30 (Республика Калмыкия, Астраханская область), выдвинутый партией «Справедливая Россия», но по итогам голосования в Думу не попал. Однако прошёл в астраханские депутаты. Входил в состав комитета по государственному строительству, законности и правопорядку и комитета по строительству и жилищно-коммунальному хозяйству. 
4 марта 2012 года состоялись выборы мэра Астрахани, на которых Олег Шеин как кандидат от регионального отделения «Справедливой России». По данным избиркома, занял второе место с 29,96 % голосов избирателей, уступив действующему вице-мэру города Михаилу Столярову, набравшему 60 %. Олег Шеин не признал итоги выборов, направил исковое заявление в суд и вместе с рядом астраханских депутатов-эсеров объявил 16 марта бессрочную голодовку. В апреле поддержать Шеина в Астрахань приезжали председатель «Справедливой России» Сергей Миронов, оппозиционные политики Алексей Навальный, Илья Яшин и др. 11 апреля во время отчета премьер-министра РФ Дмитрия Медведева в Госдуме большая часть депутатов «Справедливой России» покинула зал заседаний в знак солидарности с Олегом Шеиным. 19 апреля 2012 году председатель Центризбиркома Владимир Чуров признал факт процедурных нарушений на 138 из 202 избирательных участках Астрахани (смысл нарушений состоял в том, что наблюдателям не показывали отметки в бюллетенях). 40-дневная голодовка завершилась 24 апреля, после того как суд принял иск к рассмотрению. 15 июня того же года Кировский районный суд Астрахани отказал Олегу Шеину в удовлетворении его требований. Однако объявленный победителем на выборах Михаил Столяров через год был арестован по коррупционной статье и осужден на девять лет лишения свободы.
Информационная кампания повысила узнаваемость Олега Шеина на федеральном уровне. Это позволило ему 22 октября 2012 года избраться в Координационный совет российской оппозиции. С 15 744 голосами он занял 29-е место в общегражданском списке. В январе 2013 бюро «Справедливой России» предъявило ультиматум Олегу Шеину, Илье Пономарёву, Дмитрию и Геннадию Гудковым, попросив выйти из Координационного совета, если они не хотят исключения из партии. Шеин согласился покинуть КС, отметив, что «не считает решение партии об ультиматуме правильным». За всё время он участвовал в собраниях КС лично лишь один раз, на втором собрании.
14 сентября 2014 года Олег Шеин участвовал в выборах губернатора Астраханской области. Его выдвинуло местное региональное отделение «Справедливой России». Он занял второе место с результатом 16,22 %, а победу одержал действующий глава области Александр Жилкин (75,28 %).
13 сентября 2015 года был избран в городскую думу Астрахани VI созыва как глава партийного списка «Справедливой России». Отказался от мандата и продолжил работу в Думе Астраханской области. Менее чем через год перешёл на работу в Госдуму.

### Избрание в Думу VI и VII созывов
После лишения депутатского мандата Геннадия Гудкова в сентябре 2012 внутри «Справедливой России» обсуждали передачу мандата Олегу Шеину, однако это не позволял сделать регламент, так как Шеин и Гудков баллотировались в Госдуму VI созыва по разным региональным спискам.
Задача номер один – экспроприация сверхбогатств одного процента, сколоченных за счёт приватизации монополий, уклонения от уплаты налогов, хищений бюджетных денег, и создание механизмов, не позволяющих подобное создание капиталов впредь. Это путь сложной солидарной борьбы, обучения масс навыкам самоорганизации и коллективных действий, преодоления национализма и шовинизма, но это единственный путь, который приведёт нас к развитию экономики и достойным зарплатам и пенсиям. Высокий уровень жизни достижим лишь дорогой социалистических изменений.
13 апреля 2016 года, после перехода депутата Николая Левичева на работу в ЦИК, решением президиума «Справедливой России» Олег Шеин получил мандат депутата Государственной думы. В Думе VI созыва вплоть до завершения срока в октября 2016 года Шеин входил в комитет по жилищной политике и жилищно-коммунальному хозяйству.
18 сентября 2016 года Олег Шеин избрался в Государственную думу VII созыва. Он баллотировался по Астраханскому одномандатному округу № 74, но проиграл выборы Леониду Огулю. В Госдуму был избран как лидер региональной группы № 6 (Республика Калмыкия, Астраханская область, Калининградская область). В Думе нового созыва был заместителем руководителя фракции «Справедливая Россия».
В 2019 году Шеин планировал принять участие в намеченных на сентябрь выборах губернатора Астраханской области. Президиум центрального совета «Справедливой России» не согласовал его выдвижение для участия в губернаторской гонке, хотя эксперты говорили о высоких шансах справоросса в случае его регистрации облизбиркомом. После решения Президиума Олег Шеин подал документы как самовыдвиженец, однако не сумел пройти «муниципальный фильтр» и собрать необходимое число подписей муниципальных депутатов. Политтехнолог Григорий Казанков отмечал, что Шеин возможно, обменял своё неучастие в кампании в обмен на гарантии избрания в Госдуму следующего созыва. Политолог Александр Кынев указывал: «Ему (Олегу Шеину) было важно сохранить политическую репутацию, так как полное неучастие в выборах было бы большим ударом по его позициям в регионе. Он пошел на этот сценарий, понимая, что преодолеть муниципальный фильтр не удастся. При этом быстрый и массовый сбор депутатом подписей граждан показал, что Олег Шеин сохраняет в регионе существенный авторитет».
В начале апреля 2021 года руководитель центрального аппарата «Справедливой России» Дмитрий Гусев сказал, что Олег Шеин может принять участие в предстоящих выборах в Государственную думу VIII созыва созыва по одномандатному округу
Член Центрального совета партии «Справедливая Россия — Патриоты — За правду», Секретарь Президиума Центрального совета партии по вопросам социальной политики. Председатель Совета регионального отделения партии в Астраханской области.
Кампания «Народ против повышения пенсионного возраста»
В июне 2018 года Олег Шеин стал одним из организаторов национальной кампании против повышения пенсионного возраста. Конфедерацией труда России был создан оргкомитет кампании и в качестве первого шага размещена петиция на платформе Change.org, автором текста которой стал Олег Шеин. В короткие сроки петиция набрала почти три миллионов подписей. Они были распечатаны и переданы лидерами КТР в приемную Государственной Думы.
Оргкомитетом была обеспечена координация работы местных инициативных групп и проведены митинги в Москве (Сокольники), Санкт-Петербурге, Перми и других городах. Несколько акций прошли в Астрахани, в том числе 17 июля с числом участников более двух тысяч человек.
Непосредственно в ГосДуме Олег Шеин выступил как ведущий критик закона о повышении пенсионного возраста, став основным докладчиком от фракции Справедливая Россия.
Кампания «В защиту исторического центра Астрахани»
В феврале 2021 года жители ряда домов, расположенных в историческом центре Астрахани, получили от администрации города уведомления о признании их домов аварийными и подлежащими сносу. В результате депутатского запроса Олега Шеина выяснилось, что в списках с рекомендацией о снос оказалось 2178 многоквартирных домов. Списки объектов были представлены непосредственно руководством мэрии Астрахани, причем выяснилось, что несколько сот домов уже признаны аварийными, о чём собственники и наниматели не были даже уведомлены.
Кампания по борьбе с аварийным фондом развернулась внезапно и стремительно, при этом реализовывалась максимально непрозрачно. Горожане увидели перечень аварийных зданий только после официального запроса со стороны депутата Госдумы Олега Шеина в администрацию города. Лишь после того как СМИ и градозащитники начали распространять эту информацию, на сайте администрации появились контакты, по которым можно уточнить статус своего дома. Решение об аварийности и сносе администрация города выносит в рамках работы закрытой межведомственной комиссии. В комиссию входят только чиновники, градозащитников и краеведов по неизвестным причинам в ней не было.
Через экспертизу прошли 4366 зданий, из них 2178 были объявлены имеющими «признаками аварийности», 652 дома уже признаны аварийными. Среди них 58 объектов культурного наследия и 594 здания без охранного статуса. Если межведомственная комиссия признала дом аварийным, как отмечает краевед и градозащитник Валерий Маслов, оспорить решение можно только в суде, проще разобраться на этапе предварительного списка. Однако администрация предоставляет списки только уже признанных аварийными домов, а какие адреса имеют «признаки аварийности» и могут быть в итоге попасть в перечень на снос — не знают даже собственники, акты обследования предоставить им отказываются.
Олег Шеин придал данную ситуацию гласности, выступив в ГосДуме и организовав серию встреч с жителями города, а также оказав им юридическое содействие, в том числе в составлении заявлений в органы прокурорского надзора и суды.
Впоследствии судебные инстанции признали ряд решений об аварийности домов незаконными. «Межведомственная комиссия фактическое состояние жилого дома на предмет аварийности не проводила», — указал суд. Более того, суд установил, что ООО «Независимая экспертиза», привлеченное мэрией Астрахани к обследованию зданий, использовала поддельные сертификаты приборов технической диагностики и не имело в своем составе сотрудников, включенных в национальный реестр специалистов в области строительства.
Избрание в Думу Астраханской области
Осуждение призывов к применению ядерного оружия
В сентября 2021 года Олег Шеин был избран депутатом Думы Астраханской области и возглавил фракцию «Справедливая Россия — за правду!».
В марте 2022 года депутат Государственной Думы Михаил Делягин в эфире телеканала «Россия-1» призвал к нанесению ядерных ударов по нефтепромыслам Баку, объясняя это недружественной политикой Азербайджана в связи с российской военной операцией в Украине. Олег Шеин как секретарь Президиума партии «Справедливая Россия» направил письмо с извинениями в адрес азербайджанского посольства и публично назвал любые призывы к применению ядерного оружия преступными. «Скажу, что любой призыв к ядерным ударам, считаю абсолютно преступным, а призывы к нанесению военных ударов по Азербайджану не просто безответственными, но разрушительными, в первую очередь, для самой Российской Федерации. Я даже не понимаю, как это возможно, и в моей голове с моим советским сознанием это не укладывается», — заявил Шеин.

## Преследование в России
В сентябре 2023 года Олег Шеин был лишен оплачиваемой должности в областной Думе, связав это решение с указаниями местной администрации.
После этого Олег Шеин оформил статус самозанятого и зарабатывал в качестве гида, а также колумниста RTVI, «Блокнот», «Ведомости» и ряда других изданий.
В августе 2024 года суд оштрафовал Шеина на две тысячи рублей по административному делу о распространении экстремистских материалов после того, как он раскритиковал священника, сравнившего иностранных рабочих с «глистами». Поводом для штрафа стала цитата из книги Гитлера «Майн Кампф», которую привёл Шеин. В ней Гитлер сравнивал евреев с «паразитами на теле других народов». По словам астраханского депутата, если в России «заводятся неонацисты», его долг как гражданина и политика показать, кем они являются и откуда их корни. «Это не ново, — написал он. — Гитлер сравнивал евреев с „паразитами на теле других народов“, о чём я и написал, поскольку, если в России заводятся неонацисты, мой долг как гражданина и политика показать, чем они являются и откуда их корни». Также Шеин в комментариях привёл статистику неонацистских нападений и заявил, что так «выглядит русский национализм с такой же звериной мордой, как и любой другой».
22 ноября 2024 года Министерством юстиции России внесён в список физических лиц «иностранных агентов».
Спустя полчаса после размещения этой информации на сайте Министерства юстиции Президиум партии «Справедливая Россия — за правду» исключил его из рядов партии, связав решение с критикой Олегом Шеиным решения о начале «спецопера́ции»: «С 2022 года публичная риторика О. В. Шеина шла вразрез с деятельностью партии. Демонстрация им постоянной позиции осуждения и неприятия внешней политики нашего государства не поддерживалась руководством партии», — заявил Президиум партии.
5 декабря 2024 года Дума Астраханской области лишила Олега Шеина полномочий, для чего было проведено отдельное заседание. В выступлениях представителей всех фракций депутату инкриминировалось неприятие так называемой «спецопера́ции».
В открытом письме к депутатам Думы Астраханской области Олег Шеин написал:

«Как вы замечательно понимаете и что, собственно, отражено в позиции Минюста, ни зарубежного финансирования, ни связей с представителями „недружественных стран“ не ставится мне в упрек. Я виновен в своей политической позиции, а точнее, в том что я её (а) не менял; (б) озвучивал открыто. Нынче русским/россиянам, а особенно депутатскому корпусу запрещено говорить то, что они думают, а я нарушил это новое правило. Меня учили в советской школе и учили, как я полагаю, доброму. Меня учили ценности мира, осуждению войны, солидарности трудящихся стран мира, праву народа бороться за свои права. За это боролись мои предки. И предательством дела всей моей жизни было бы мандата ради отбросить эти ценности ввиду того что теперь поощряемо прямо противоположное. Статус депутата никогда не был для меня самоцелью, а был инструментом достижения повестки, которую я считаю прогрессивной. Я избирался в состав законодательных органов тридцать лет. Это значит, что мои взгляды и ценности разделяют люди. Не все, но многие. Победить на выборах меня и их, как выяснилось, оказалось невозможно. Поэтому система поступила по другому».

## Критика
Отмечалось, что Олег Шеин не всегда придерживается партийной дисциплины. Например, на выборы губернатора Астраханской области 2019 года Олег Шеин пошёл как самовыдвиженец, проигнорировав мнение президиума центрального совета партии, который отклонил его кандидатуру.
СМИ отмечали просчёты Олега Шеина как главы астраханского отделения «Справедливой России» в подборе людей на выборные должности. В 2020 году была признана виновной в злоупотреблении полномочиями Надежда Калашникова, член команды Шеина с 2008 года. В 2015 году её включали в списки «справедливороссов» на выборах в астраханскую гордуму, а в 2016 году — на выборах в облдуму. На выборах 2020 года в астраханскую гордуму участвовала Ирина Наставина, осуждённая в 2009 по делу об организации проституции. Также в 2020 году была осуждена Галина Морозова, партийный кандидат в депутаты Астраханской областной думы в 2016 и 2017 годах, давшая признательные показания в убийстве своего 12-летнего сына. Многолетним официальным помощником Шеина как депутата Госдумы был Анатолий Садиков, осуждённый в разное время по 7 статьям Уголовного кодекса и ставший после разрыва с Шеиным уполномоченным по правам человека при мэре Астрахани Сергее Боженове.
Олег Шеин является автором федерального законопроекта о жестоком обращении с животными, запрещающем усыпление бродячих собак. Закон был неоднозначно воспринят в Астраханской области, где де-факто нет средств на отлов и содержание в приютах тысяч собак и только за 2020 год по официальной статистике были укушены более 3,3 тысяч человек.
Накануне избирательной кампании 2021 года Олег Шеин начал распространять сведения о якобы запланированном массовом сносе жилья в центре Астрахани. На волне слухов о готовящихся к сносу тысячах домов городской рынок недвижимости «замер». Ситуация потребовала визита в город председателя комитета Госдумы по жилищной политике и жилищно-коммунальному хозяйству Галина Хованская, которая опровергла заявления Олега Шеина. В СМИ отмечали, что эта ситуация напоминает 2010 год, когда Олег Шеин использовал конфликт вокруг сноса рынка «Селена» в Астрахани, призывая горожан «на баррикады», что в итоге привело к столкновениям с полицией.

## Личная жизнь
С 2002 по 2009 год состоял в браке с француженкой Карин Клеман (фр. Carine Clément) — социологом, научным сотрудником Института социологии РАН (2002—2008), директором Института «Коллективное действие» — информационно-аналитического агентства, работающего в сфере поддержки социальных инициатив. В ноябре 2019 года Федеральная служба безопасности запретила Карин Клеман въезд в Россию на основании постановления на п. 1 ч. 1. ст. 27 ФЗ-114 (запрет на въезд «в целях обеспечения обороноспособности или безопасности государства»).
С 2015 года состоит в браке с Еленой Шеиной (Тулуповой). Елена родилась в Астрахани в 1989 году, окончила Астраханскую государственную медицинскую академию по специальности «Лечебное дело», затем работала врачом-ординатором. После вступления в брак начала политическую карьеру и 18 сентября 2016 года была избрана депутатом Думы Астраханской области шестого созыва от «Справедливой России». По словам Елены Шеиной, Олег Шеин живёт на два города: Москву и Астрахань. В его отсутствие Шеина приносила новорождённую на заседания комитетов, что вызвало возмущение депутатов-единороссов. В 2021 году Елена Шеина вторично выиграла выборы по одномандатному округу.
Трое детей — Юлия, Ольга и Кирилл.
По собственным словам, не курит и не злоупотребляет алкогольными напитками, с детства является вегетарианцем.

## Происшествия
21 ноября 2013 года Шеин был доставлен в институт Склифосовского с ножевыми ранениями, полученными им ночью от нетрезвой разбушевавшейся постоялицы хостела, с которой он оказался в одном номере. По подозрению в нанесении Шеину ран была задержана 21-летняя магнитогорская студентка Татьяна Павлова. Сам Шеин так прокомментировал случившееся в своём ЖЖ: «Три ножевых ранения. Не приятно» (орфография сохранена). Высказывались разные версии случившегося. Нападавшую суд признал невменяемой и направил на принудительное лечение.

## Доходы
Согласно декларациям о доходах, Олег Шеин заработал в 2019 и 2020 годах по 5 млн 395 тыс. рублей, супруга — 378 и 358 тыс. рублей соответственно. Шеины владеют долями в квартирах площадью 56.7 м², 56.1 м² и 53 м², а также автомобилем Hyundai Solaris.

## Список произведений
- Шеин О. В. Неизвестный фронт Великой Отечественной. Кровавая баня в калмыцких степях. — М.: Яуза, Эксмо, 2009. — 288 с. — ISBN 978-5-699-33176-5.
- Шеин О. В. Разгром грузинских захватчиков под Цхинвали. — М.: Яуза, Эксмо, 2009. — 288 с. — ISBN 978-5-699-32569-6.
- Шеин О. В. Россия сегодня. Через 100-летие великих революций. — М.: Алгоритм, 2018. — 432 с. — ISBN 978-5-907028-21-0.
- Шеин О. В. Жизнь и смерть Александра Трусова. — Астрахань: Волга, 2021. — 24 с.
- Шеин О. В. Астраханская область. Русский гид Полиглот. — М.: Аякс-Пресс, 2021. — 144 с. — ISBN 978-5-94161-858-3
- Шеин О. В. Астраханский край в годы революции и гражданской войны. — М.: ТД «Алгоритм», 2018. — 620 с. — ISBN 978-5-907028-74-6
- Шеин О. В. Хроники чумы: история Астраханской катастрофы 1727/1728 года — Астрахань : Волга, 2018. — 39 с. — ISBN 978-5-98066-216-5

## Награды
- медаль ордена «За заслуги перед Астраханской областью»[61].
- Почётная грамота Государственной Думы Российской Федерации
- Благодарственное письмо Государственной Думы Российской Федерации за большой вклад в законодательную деятельность
- Почётная грамота Правительства Российской Федерации
- Благодарность Правительства Российской Федерации (16 декабря 2019 года) — за большой вклад в развитие российского парламентаризма и активную законотворческую деятельность[62]
- Почётная грамота Международной организации труда[63]